# Sergueï Chakourov
Sergueï Kaïumovitch Chakourov (en russe : Серге́й Каюмович Шаку́ров, en tatar : Сергей Каюм улы Шәкүров), né le 1er janvier 1942 à Moscou en URSS est un acteur soviétique puis russe, artiste du peuple de la RSFSR, récipiendaire du prix d'État de l'URSS, de l'Ordre de l'Honneur et de l'Ordre du Mérite pour la Patrie.

## Biographie
Chakourov naît dans la famille russo-tatare. Son père Kaïum Chakourov était un chasseur professionnel. À l'âge de dix ans, Sergueï se passionne pour l'acrobatie, puis, à l’adolescence pour le spectacle. Il s'inscrit au studio d'art dramatique du Théâtre académique de la jeunesse à Moscou. En 1964, il intègre la troupe du Théâtre sur Malaïa Bronnaïa, puis, un an plus tard la troupe du Théâtre central de l'Armée soviétique. Après un passage au Théâtre Maly, il travaille de 1973 à 1987 au Théâtre Stanislavski de Moscou, rue Tverskaïa. Il devient ensuite acteur du Théâtre du jeune spectateur de Moscou.
Sa carrière cinématographique commence en 1966 et compte plus de quatre-vingt films. En 1980, on lui décerne le prix d’État de l'URSS pour son rôle dans le film Goût du pain (1979). Le Prix TEFI lui est décerné pour avoir incarné le héros principal dans la série télévisée Brejnev en 2005. En 2006, il est lauréat d'un Aigle d'or du meilleure rôle masculin à la télévision. Il travaille aussi dans le doublage des films.
En 1980, l'artiste reçoit le prix d’État de l'URSS pour le rôle dans le film Le Goût du Pain d'Aleksei Sakharov et est déclaré l'artiste émérite de la RSFSR. Il devient, en 1991, l'artiste du peuple de la RSFSR.
En 2006, il reçoit l'Aigle d'or du meilleur acteur.
Chakourov est à plusieurs reprises membre du jury du jeu télévisé russe KVN. En 2013, il préside le jury de la 21e édition du Festival du cinéma russe "Fenêtre sur l'Europe" à Vyborg.

## Filmographie partielle
- 1967 : Vengeance (Возмездие, Vozmezdie) d'Aleksandr Stolper : lieutenant Nikolaï Iline
- 1972 : Le Quatrième (Четвёртый) de Aleksandr Stolper : Dick
- 1974 : Le Nôtre parmi les autres de Nikita Mikhalkov
- 1979 : Sibériade (Сибириада) d'Andreï Kontchalovski : Spiridon Solomine
- 1983 : Les Trésors d'Agra d'Igor Maslennikov
- 1983 : Anna Pavlova (Анна Павлова) de Emil Loteanu : Michel Fokine
- 1987 : Les Rendez-vous du minotaure d'Eldar Ourazbaïev
- 1990 : La Désintégration (Распад) de Mikhaïl Belikov
- 1991 : Armavir (Армавир) de Vadim Abdrachitov : Aksiouta
- 1999 : Pan Tadeusz : Quand Napoléon traversait le Niémen d'Andrzej Wajda
- 2016 : The Crew : Nikolai Gushchin
- 2018 : Frontière balkanique d'Andreï Volguine
- 2021 : Rodnyie d'Ilia Aksionov